# Зенков, Павел Матвеевич
Павел Матвеевич Зенков (1831—1915) — русский архитектор, первый глава г. Верного (ныне Алма-Ата).

## Биография
Родился в Тобольской губернии, был потомком крепостных крестьян, перешедших в купеческое сословие. В метрических книгах Градо-Тарской Спасской церкви на 1866 и 1867 года в записях о рождении Владимира и Леонида Зенковых их отец Павел Матвеевич Зенков записан как Пермской губернии города Оханска купец 2-й гильдии.
12 сентября 1867 году по приглашению военного губернатора Семиреченской области Г.А. Колпаковского П. М. Зенков прибыл с семьёй в поселение Верное, только что получившее статус города. Проживал в доме, известном ныне как дом зодчих Зенковых. Сразу принял участие в строительстве монумента Чокану Валиханову.
В 1869 году совместно с инженером Н. И. Криштановским разработал первоначальную прямоугольную планировку города Верного.
С 1871 года исполнял обязанности Семиреченского областного архитектора, построил Церковь Казанской Богоматери и дом лесовода Эдуарда Баума (сохранился на ул. Амангельды).
В 1877 году, когда город был передан в управление гражданской администрации, был избран городским собранием на должность первого городского головы и был им до 1888 года.
После землетрясения 1887 года он работал на вновь организованной Верненской метеостанции. Павел Матвеевич был корреспондентом нескольких научных обществ, публиковал в местной и центральной печати краеведческие материалы по Семиречью, сотрудничал с различными научными обществами России и Туркестана.
Скончался в 1915 году. Похоронен в Алма-Ате, захоронение не сохранилось.

## Семья
- Мать — Параскева Степановна, 1808 года
- Жена — Наталья Филипповна в девичестве Дружинина 1840 года рождения, из пермских крестьян.
- Дочь Мария (?—?) [2]
- Сын Андрей Павлович Зенков (1863—1936) — стал выдающимся архитектором.
- Сын Владимир (12 апреля (24 апреля) 1866—?)[3]
- Сын Леонид (15 апреля (27 апреля) 1867—?)[4]

## Награды и звания
Почетный гражданин города Верного, в 1869 году награждён орденом Св. Станислава за труды при возведении казённых и общественных зданий.
Два здания, сооруженные по проектам Павла Матвеевича Зенкова: церковь Казанской Богоматери (1872 г.) и дом лесовода Эдуарда Баума (конец XIX века) являются памятниками истории и культуры, охраняемыми государством.

## Книги
Туркестанская железная дорога Москва 1881 г.